# Ртищево (аеродром)
Ртищево — аеродром в Саратовській області Росії, розташований 6 км на північний захід від міста Ртищево. Це тренувальна база для пілотів, яка використовує Let L-410UVP-E Turbolet. 
На базі дислокується 666-й навчальний авіаційний полк 786-го авіаційного навчального центру підготовки льотного складу. 

## Історія
У квітні 1944 в Ртищево було переведено 2-ю Балашівську військову авіаційну школу пілотів, яка займалася підготовкою льотчиків-бомбардувальників на Пе-2.
В 1960 було сформовано 666-й навчальний авіаційний полк Балашовського вищого військового авіаційного училища льотчиків, підпорядкованого військово-повітряним силам Приволзько-Уральського військового округу. 

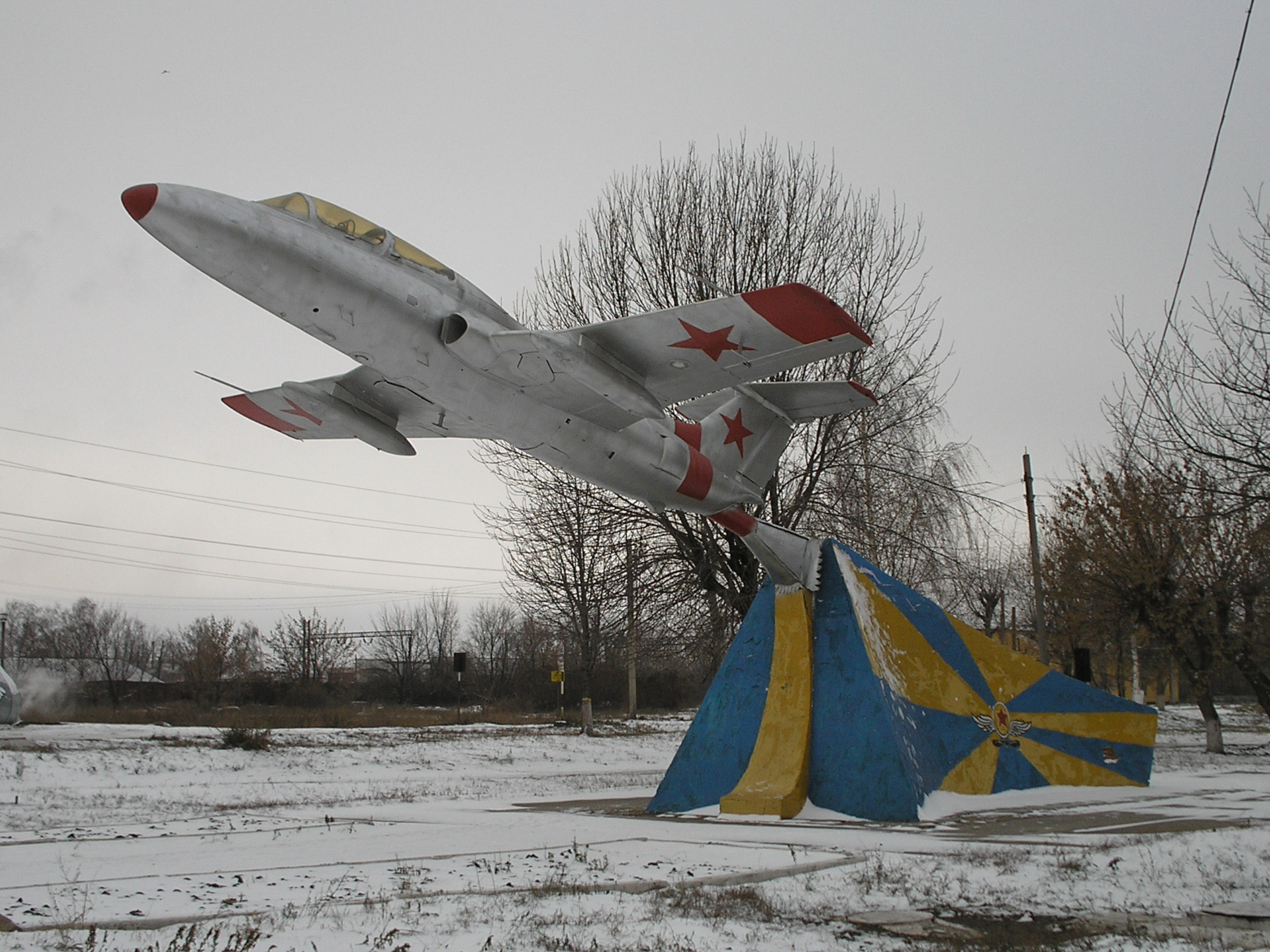
Авіамістечко Ртищевського гарнізону. Навчальний літак початкового навчання Л-29 на постаменті

У 1965 році на аеродром надійшов реактивний літак Л-29 і вже з наступного року розпочалось навчання курсантів на цьому типі літаків.
На початку 1980-х років на Ртищевському аеродромі були здані в експлуатацію бетонні злітно-посадкові смуги. Аеродром також обладнано сучасними системами посадки. Це дозволило літати й вдень, і вночі за будь-яких погодних умов.
Станом на 2002 рік на аеродромі навчались курсанти 3-го та 4-го курсу Балашівського навчального авіаційного центру підготовки льотного складу на літаках Л-410УВП-Е.